# Марія Педраса
Марія Педраса (ісп. María Pedraza; нар. 26 січня 1996, Мадрид, Іспанія) — іспанська акторка і артистка балету і модель. Виконавиця головної ролі у фільмі «Любити» Естебана Креспо та ролей Елісон Паркер і Марини Нуньєр в телесеріалах «Паперовий будинок» (Antena 3) і «Еліта» (Netflix).

## Біографія
Народилася 26 січня 1996 року в Мадриді. У 8 років почала вивчати класичні танці в Національній танцювальній консерваторії Маріемма. За порадою матері почала відвідувати заняття з акторської майстерності, попутно займаючись танцями в консерваторії, до 18 років.
Зустрічається з актором Хайме Лоренте, з яким перетиналася в серіалах «Паперовий будинок», «Еліта» та фільмі «Кого б ти взяв на безлюдний острів?».

## Кар'єра
Її публікації у «Instagram» побачив кінорежисер Естебан Креспо, який запросив її пройти прослуховування на головну роль у своєму фільмі «Любити». На кастинг, попри стрес через невміння грати, а тільки танцювати, її затвердили на головну роль Лаури, де вона стала частиною акторської групи з Полем Моненом, Наталією Теною, Густаво Сальмероном і Начо Фреснедою. Прем'єра фільму в кінотеатрах відбулася 21 березня 2017.
Її другою акторською роботою стала роль Елісон Паркер, дочки посла Великої Британії в Іспанії, в популярному серіалі «Atresmedia» «Паперовий будинок». Після того, як серіал викупив «Netflix», вона отримала визнання як в своїй країні, так і в усьому світі. У тому ж році вона стала частиною акторського складу вебсеріалу виробництва RTVE для своєї платформи «Playz» «Якби це був ти», виконавши ролі Альби Руїс Алонсо і Христини Ромеро. Це був інтерактивний серіал, де користувачі щотижня вирішували, як буде розвиватися сюжет. Пізніше був знятий фільм, прем'єра якого відбулася 4 грудня 2017 на каналі «La 1».
На початку 2018 було оголошено про її участь у другому іспанському оригінальному серіалі Netflix під назвою «Еліта», де також знялися Мігель Ерран і Хайме Лоренте, знайомі їй по знімальному майданчику серіалу «Паперовий будинок». Прем'єра «Еліти» відбулася 5 жовтня того ж року. Педраса виконала роль Марини Нуньєр в першому сезоні серіалу.
Atresmedia підтвердив участь акторки в якості головної героїні в серіалі «Той-бой», який показали на «FesTVal» у Віторії-Гастейс і чий передпоказ відбувся в сервісі «Atresplayer Premium» в 2019 році. Після його показу на загальнодоступному телебаченні серіал вийшов на онлайн-платформі Netflix на початку березня 2020.
Крім того, з вересня по жовтень відбувалося знімання фільму «Кого б ти взяв на безлюдний острів?», чиїм режисером став Хота Лінарес. Стрічка була представлена на 22-му Малагському фестивалі, а її прем'єра відбулася 12 квітня 2019.
У серпні 2019 почали знімання повнометражного фільму «Наше літо» режисера Карлоса Седеса, де її колегами по знімальному майданчику серед інших стали Бланка Суарес і Хав'єр Рей. Прем'єра фільму намічалася на кінець 2020 року.

## Фільмографія

### Фільми
| Рік  | Назва                              | Роль    | Режисер        | Примітка      |
| ---- | ---------------------------------- | ------- | -------------- | ------------- |
| 2017 | Любити                             | Лаура   | Естебан Креспо | Головна роль  |
| 2019 | Кого б ти взяв на безлюдний острів | Березня | Хота Лінарес   | Головна роль  |
| 2020 | Наше літо                          | Адель   | Карлос Седес   | Пост-продакшн |

### Телесеріали
| Рік  | Назва             | Роль                                | Примітки    |
| ---- | ----------------- | ----------------------------------- | ----------- |
| 2017 | Якби це був ти    | Альба Руїс Алонсо / Христина Ромеро | 8 епізодів  |
| 2017 | Паперовий будинок | Елісон Паркер                       | 15 епізодів |
| 2018 | Еліта             | Марина Нуньєр Осуна                 | 8 епізодів  |
| 2019 | Той-бой           | Тріана Марін                        | 13 епізодів |